# Asparagus fallax
La esparraguera de monteverde (Asparagus fallax) es una especie de planta de la familia Asparagaceae.

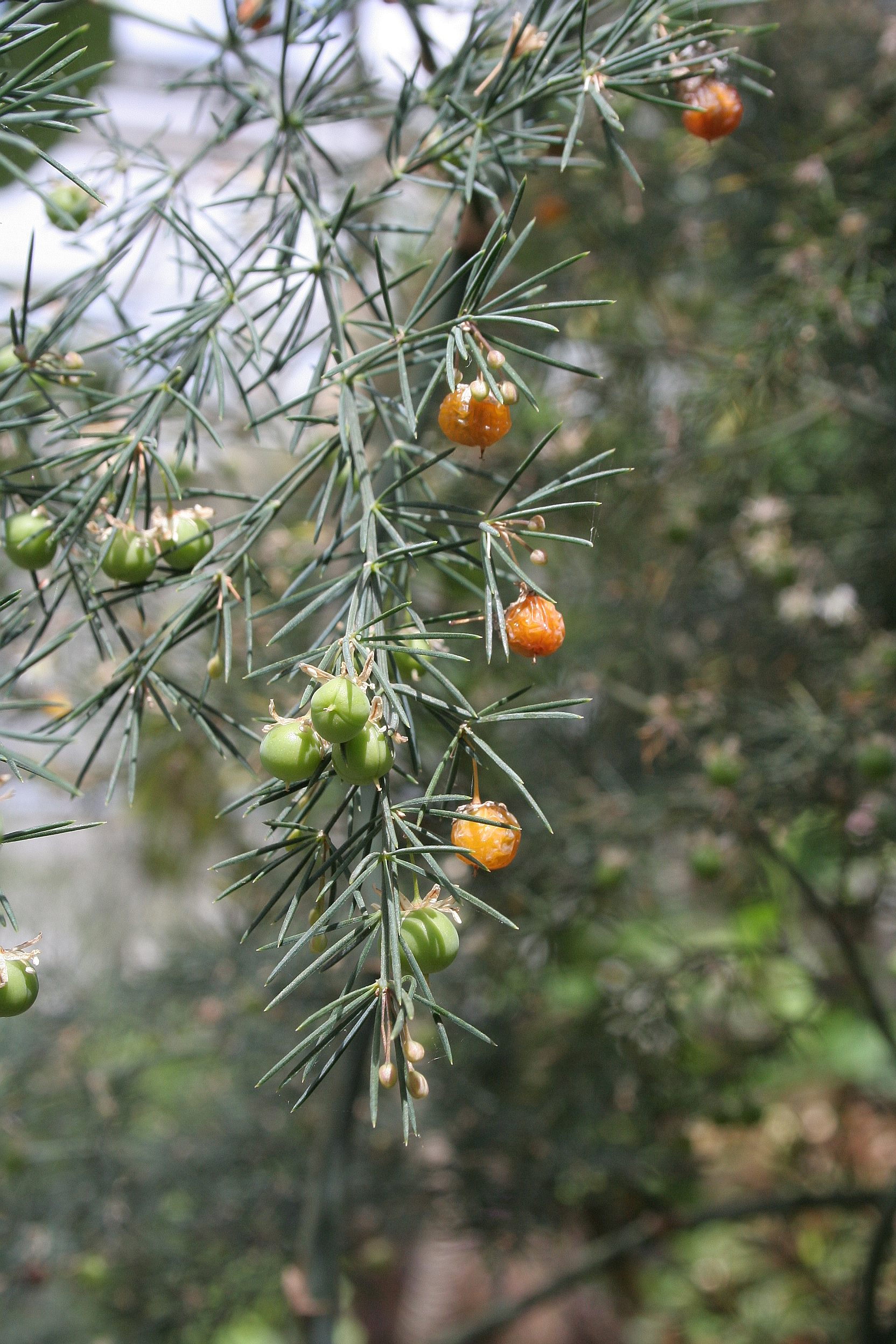
Vista de la planta

## Descripción
Dentro del género se diferencia por tratarse de una planta con tallos más o menos erectos, volviéndose más tarde volubles, con numerosos cladodios cortos,  no espinosos e inflorescencias con pocas flores, cuyos tépalos miden de 3-4 mm. Esta especie se incluye en el Catálogo de Especies Amenazadas de Canarias, como en peligro de extinción, en las islas de Tenerife y La Gomera.

## Distribución y hábitat
Es endémico de las Islas Canarias. Es un endemismo de la laurisilva de Tenerife y La Gomera.

## Taxonomía
Asparagus fallax fue descrita por  Eric Ragnor Sventenius y publicado en Additamentum ad floram canariensem 1: 4 1960.
Etimología
Ver: Asparagus
fallax: epíteto que procede del latín fallere, que significa "engañar", probablemente por haber sido confundida durante mucho tiempo con otra especie similar. 